# Karl-Heinz Altermann
Karl-Heinz Altermann (Köpenick, 4 de junho de 1922 — 26 de novembro de 2013) foi um oficial alemão que serviu na Heer durante a Segunda Guerra Mundial. Foi condecorado com a Cruz de Cavaleiro da Cruz de Ferro.

## Condecorações
- Cruz de Ferro (1939)
  - 2ª classe (8 de julho de 1942)[2]
  - 1ª classe (13 de agosto de 1942)[2]
- Medalha Oriental (1 de julho de 1942)[2]
- Distintivo Panzer em Bronze (24 de setembro de 1942)[2]
- Distintivo de Combate Corpo a Corpo
  - em Bronze (24 de setembro de 1942)
- Distintivo de Ferido (1939)
  - em Prata (25 de setembro de 1942)[2]
- Cruz de Cavaleiro da Cruz de Ferro (4 de outubro de 1944) como Oberleutnant e chefe do 1./Panzergrenadier-Regiment 25[3][4]